# Tokiwske
Tokiwske (ukrainisch Токівське; russisch Токовское Tokowskoje) ist eine Ansiedlung in der ukrainischen Oblast Dnipropetrowsk mit etwa 1700 Einwohnern (2001).

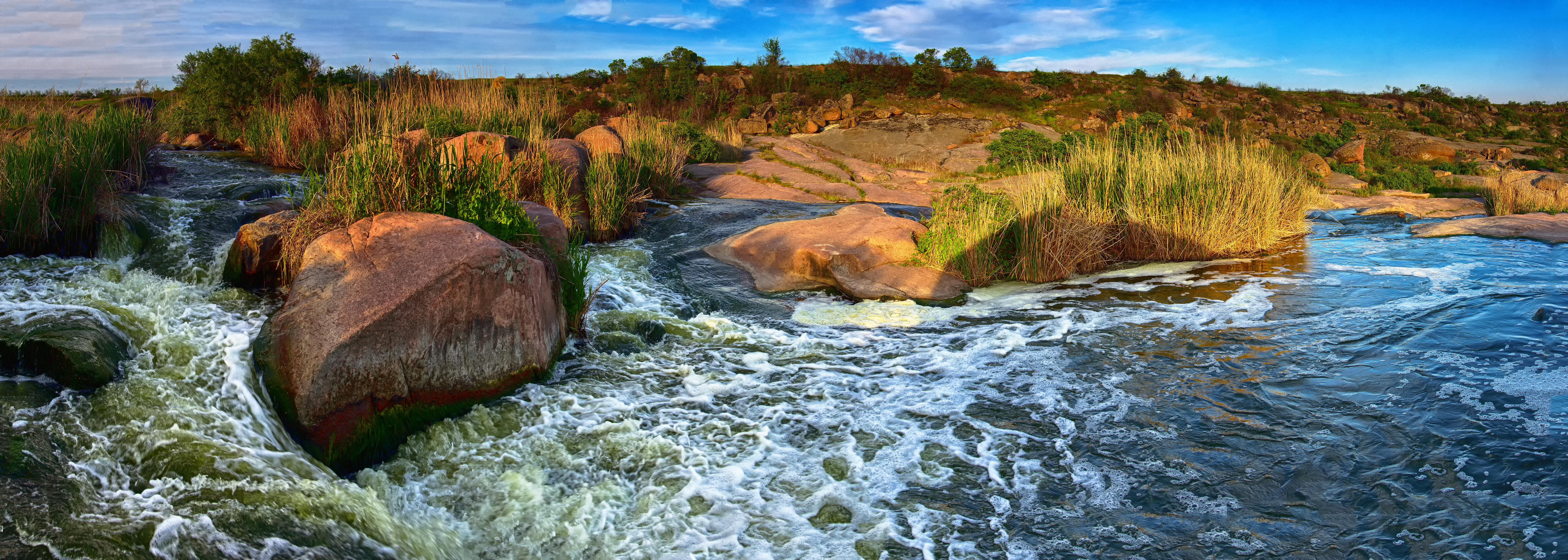
Die Kamjanka mit dem Tokiwsker Wasserfall

Die Anfang der 1860er Jahre gegründete Ansiedlung liegt am rechten Ufer der Kamjanka, einem Nebenfluss des Basawluk, die hier den etwa 6 m hohen Tokiwsker Wasserfall ⊙ bildet.
Das Dorf befindet sich 12 km nördlich vom Gemeindezentrum Hruschiwka, 23 km östlich vom ehemaligen Rajonzentrum Apostolowe und 150 km südwestlich vom Oblastzentrum Dnipro.
Am 31. Juli 2015 wurde die Ansiedlung ein Teil der neugegründeten Landgemeinde Leninske (ab 2016 Landgemeinde Hruschiwka), bis dahin bildete sie zusammen mit dem Dorf Tscherwonyj Tik (Червоний Тік) sowie den Ansiedlungen Tik (Тік) und Tscherwonyj Saporoschez (Червоний Запорожець) die gleichnamige Landratsgemeinde Tokiwske (Ленінська сільська рада/Leninska silska rada) im Südosten des Rajons Apostolowe.
Am 17. Juli 2020 kam es im Zuge einer großen Rajonsreform zum Anschluss des Rajonsgebietes an den Rajon Krywyj Rih.